# Демографија Малте
Малта је мала острвска држава у Средоземном мору.

Република Малта се састоји из три острва: Малта (246 km²), Гоцо (67 km²), и Комина (3 km²) (и више ненасељених острва од којих се издвајају Коминото поввршине 0,25 km², Филфла површине 0,06 km² и Острво Светог Павла површине 0,01 km²) . Малта је густо насељена (1.324,5 становника на km²) и њено становништво је веома хомогено (95,14% становника има Малтежанско држављанство). Главни град Малте је Валета или Ла Валета (малт.: Valletta) која броји 5748 становника (2011), а највећи град је Биркиркара (малт.:Il-Kunsill Lokali ta' Birkirkara, итал. Birchircara) који има 21.749 становника (2011).

## Демографија

### Становништво
Попис становништва и домаћинстава 2011. године је био 17 службени попис на Малти од 1842. године. Попис је обављен 20. новембра 2011. године на Малтешким острвима (Малта, Гоцо и Комино). Према попису, на Малти живи 417.432 људи, што је скоро дупло више него прије једног вијека. Приватних станова има нешто мање од 153.000. Површина Републике Малте је 315,15 km². Малта је најгушће насељена земља Европске уније — њена густина је 1324,5 становника km² (иза Малте је најгушће насељена Краљевина Холандија — 494,5 ст. km². Најгушће је насељено острво Малта (1.566 ст. на km²), а мање острва Гоцо и Комино (457 ст. на km²). Од регија најгушће насељена је насељена Сјеверна Лука (5.014 ст. на km²), најрјеђе острва Гоцо и Комино (457 1.566 ст. на km²).

#### Становништво према полу
Од 417.432 становника на Малти, 207.625 је мушкараца - процентуално 49,7%, а 209.807 је жена - процентуално 50,3%. У односу на земље Европске уније, Малта послије Луксембурга (49,9% мушкараца) и Шведске (49,8% мушкараца) има највећи проценат мушкараца.

### Националност
Становништво Малте по националности
Малтежани (малт.: Maltin) су аутохтона етничка група Малте. Они су потомци древних Феничана и Картагињана са јаким елементима италијанског поријекла. У Малтешку етничку групу укључени су такође и Гозани (малт. Għawdxin), становници острва Гоцо.
Немалтешко становништво чини 4,86% становништва. Од тога највише има Британаца, Сомалијанаца и Италијана, а према полу 52,5% су мушкарци, а 47,5% жене. Просјечна старост немалтешког становништва је 40,6 година.

На регионалној основи, немалтешко становништво је доминантно у дистрикту Сјеверна Лука (тамо је концентрисано 38,3% њихове популације), као и Малтежани (28,4% живи у том дистрикту), а мањи постотак у Јужној Луци (7,6% њих) у односу на Малтежане (19,6% Малтежана).
Становништво према попису 2011. године:
| Националност      | Број становника | Проценат |
| ----------------- | --------------- | -------- |
| Малтежани         | 397.143         | 95,14%   |
| Британци          | 6.652           | 1,6%     |
| Сомалијанци       | 1.041           | 0,25%    |
| Италијани         | 947             | 0,23%    |
| Бугари            | 850             | 0,2%     |
| Нијемци           | 736             | 0,18%    |
| Руси              | 603             | 0,14%    |
| Еритрејци         | 548             | 0,13%    |
| Срби              | 541             | 0,13%    |
| Швеђани           | 447             | 0,11%    |
| остали ЕУ грађани | 2.583           | 0,62%    |
| остали Европљани  | 845             | 0,2%     |
| остали            | 4.496           | 1,08%    |
| укупно            | 417.432         | 100%     |

### Религија
Малтешким уставом је зајамчена слобода свим религијама. Службена религија је римокатоличанство, која и преовладава на Малти. У цијелој држави постоји око 360 цркава, што је практично једна црква на 1.000 становника. Свеци заштитници Малте су: Свети апостол Павле, Свети Публије и Света Агата. Од осталих религија на Малти се исповиједају јудаизам (око 1.000 вјерника, већином старијих) и ислам. У 2003. је процијењено око 3.000 муслимана (око 2.250 странаца, 600 натурализованих држављана и 150 рођених Малтежана). На Малти има и једна џамија, као и муслиманска вјерска школа.
- Катедрала Светог Јована у Валети
- Џамија Мерјам Ал-Батул у Паолу

### Језик
Становништво Малте по матерњем језику
Службени језици Малте су: малтешки, енглески и малтешки знаковни језик. Малтешки језик (малт.: Malti) је конститутивни национални језик Малте који је постао званични 1934. године (прије њега је званични и културни језик Малте био италијански језик). То је семитски језик из афро-азијске породице језика. Малта је прије добијања самосталности 1964. године била енглеска колонија, па је за посљедицу енглески остао званични језик Малте.

Према процјени из 2005. године, структура језика је сљедећа:
- Малтешки језик : 90,1%
- Енглески језик : 6%
- вишејезични : 3%
- остали :0,9%

### Становништво према старости

#### Просјечна старост
На дан пописа, просјечна старост популације је била 40,5 година, што указује да је промјена просјечне старости наставила да се повећава. Просјечна старост мушкарца је 39,4, а жене 41,6 година. На регионалној бази, становништво Гоца и Комина је мало старије (41,7 година), а становништво Малте млађе (40,4 године), а на бази градова, Мдина је најстарији град (52,4 године), иза које слиједе Флоријана (48,4 године) и Лука (48,2 године). Градови са најмлађим просјеком становништва су Пемброке, Шагра и Мтарфа (сви имају мање од 35).

#### Старосна структура
Према попису, становништво које има 14 година и мање чини 14,8% од укупног становништва, а становништво преко 65 година чини 16,3% укупне популације. У односу на земље ЕУ, Малта послије Бугарске (13,1%) има највећи постотак становништва између 60 и 69 година (13%), а заједно са Пољском најмањи постотак (12,5%) становништва између 40 и 49 година. 

Старосна структура Малте је сљедећа:
| Пол и године | 0-9    | 10-19  | 20-29  | 30-39  | 40-49  | 50-59  | 60-69  | 70-79  | 80-89  | 90-99 | 99> |
| ------------ | ------ | ------ | ------ | ------ | ------ | ------ | ------ | ------ | ------ | ----- | --- |
| Мушкарци     | 20.318 | 24.864 | 30.784 | 30.398 | 26.414 | 29.947 | 26.559 | 12.968 | 4.803  | 562   | 8   |
| Жене         | 19.162 | 23.566 | 28.986 | 28.595 | 25.717 | 29.895 | 27.764 | 16.524 | 8.258  | 1.317 | 23  |
| Укупно       | 39.480 | 48.430 | 59.770 | 58.993 | 52.131 | 59.842 | 54.323 | 29.492 | 13.061 | 1.879 | 31  |

### Миграције
Укупно 4.178 становника, укључујући 2.291 мушкарца и 1.887 жена, је живјело у другим земљама годину дана прије пописа, већиха их је Британаца (1.203 или 28,8%), Сомалијанаца (249) и Италијана (213). Појава унутрашње миграције је такође почела да расте. Иако 95% становника живи на истом мјесту као и годину дана прије пописа, скоро 6.000 или 1% се преселило унутар истог мјеста, а више од 10.000 или 3% у неко друго мјесто. Унутрашње миграције су најинтезивније у дистрикту Сјеверна Лука, а за њом Јужна Лука. Стопа нето миграције на Малти је позититвна, 1,98 миграната на 1000 становника

### Наталитет
Малта је по наталитету 192. држава на свијету. По процјени ЦИА-е из 2015. године, стопа наталитета је 10,18 живорођених на 1000 становника.

### Морталитет
По морталитету, Малта је 66. земља на свијету. По процјени ЦИА-е из 2015. године, стопа морталитета је 9,09 умрлих на 1000 становника.

### Стопа раста становништва
Малта има позитиван природни прираштај који по процјени ЦИА-е износи 0,31%, а на свјетској листи по истој процјени налази се на 174. мјесту.

### Брачни статус и фертилитет

#### Брачни статус
У 2011. години, број мајки је износио 118.921 од којих 6.027 никад није било ожењено, а 923 разведено. Просјечна старост жене при првом порођају је 24,9 година. Просјечна старост при првом порођају је повезана са просјечном старошћу жене при првом вјенчању - 23,9 година. Према попису, 56,2% становника са 16 и више година је ожењено/удато.

#### Фертилитет
Стопа фертилитета на Малти је испод просјека, 1,54 живорођене дјеце на једну мајку.

### Писменост
У 2011. години, писменост становништва старијег од 10 година износила је 93,6%, неписмених 24.074 (6,4%). Жене су више писмена популација (95%) у односу на мушкарце (92,2%).
Писменост становништва Малте зависи од просјечне старости, па је према томе у дистриктима који имају старије становништво већи проценат неписмених. За становништво које има више од 90 година, 23,3% их је неписмено, за становништво између 60 и 69 година неписменост је око 10,3% и опада до становништва између 10 и 19 година, гдје је неписменост 1%.
Писменост зависи и од регија. Најмање писмено становништво је у Јужној Луци (90,7%), а највише у Сјеверном дистрикту (96%).

### Образовање
Највећи број становника са 15 и више година има ниску средњу стручну спрему (41% или 145.639 становника), а најмањи број је без школовања (1,7% или 5.948 становника).
Број становника са високом стручном спремом је 49.995 или 14%.

### Радни статус и запосленост
Скоро пола активног становништва (15 и више година) има посао (48,3% или 171.855 становника).
Запосленост зависи од пола, па тако 60,7% мушкараца има посао, а 41,8% жена су домаћице (36,2% профитабилан посао).
Постотак запосленог становништва достиже максимум (76,5%) за особе 30-39 година, 73,7% за особе 20-29 година, а 69,7% за особе 40-49 година.
На регионалној основи, дистрикти са најмање запослених становника су Јужна Лука (43,4%) и Гоцо и Комино (44,2%), док их је највише у Сјеверној Луци (52,8%). Супротан образац је примјећен за проценат пензионера: највише у Јужној Луци (16,9%) и на Гоцу и Комину (16,2%) уперодо са 11,2% у Сјеверној Луци.
Незапослених је 3,7% тј. 13.228 оних који су тражили посао за вријеме пописа. Од њиховог броја, 35,4% их тврди да никада прије нису радили.
На регионалној бази, највећа незапосленост је у дистрикту Сјеверна Лука са 5,4%, иза којег слиједи Јужна Лука (4,5%) иза којег слиједе Гоцо и Комино (3,7%).
Број неактивних људи са 15 и више година је 170.621 (48%) укључујући и пензионере којих има 51.842. Највише је неактивних који се брину о кући/фамилији (80.493 или 47%).

### Здравље и инвалидитет

#### Здравље
Укупно 20% становништва (83.102 становника) пати од дугорочних, хроничних и других болести. Од тог броја 3.249 живи у институцијама.

#### Инвалидитет
На Малти 7,2% људи или 30.183 становника има неку форму инвалидитета. Од њих 2.851 живи у институцијама.

### Урбанизација
Малта је једна од 10 најурбанизованијих држава свијета. Према процјени из 2011. године, 94,8% становништва живи у градовима, стопа урбанизације је 0,6% и те године, Малта је била 8. држава на листи урбанизације. Према процјени ЦИА-е из 2015. године, 95,4% становништва је урбанизовано, а стопа урбанизације је 0,46%.

### Списак градова и насеља са више од 10.000 становника[1]
| Редни број | Град или насеље | Број становника | Слика |
| ---------- | --------------- | --------------- | ----- |
| 1.         | Биркиркара      | 21.749          |       |
| 2.         | Моста           | 19.750          |       |
| 3.         | Залив Св. Павла | 16.395          |       |
| 4.         | Корми           | 16.394          |       |
| 5.         | Забар           | 14.916          |       |
| 6.         | Слијема         | 13.621          |       |
| 7.         | Нашар           | 12.875          |       |
| 8.         | Свети Јован     | 12.152          |       |
| 9.         | Зебуг           | 11.580          |       |
| 10.        | Фгура           | 11.449          |       |
| 11.        | Зејтун          | 11.334          |       |
| 12.        | Рабат           | 11.212          |       |
| 13.        | Марсаскала      | 11.059          |       |
| 14.        | Атард           | 10.553          |       |
| 15.        | Бирзебуђа       | 10.412          |       |
| 16.        | Зурик           | 10.287          |       |